# Transportkompagniet Nord
Transportkompagniet Nord A/S blev grundlagt 17. november 1927 og tre år senere købt af selskabets direktør Frode Hedorf. Frode Hedorf udviklede efterfølgende Transportkompagniet Nord til at blive en af de førende transport- og speditionsvirksomheder i Danmark,
Frode Hedorf, der ikke havde nogen arvinger, besluttede efter samråd med sin juridiske rådgiver professor Jan Kobbernagel, at hans formue skulle overdrages til en fond, hvis officielle navn blev Generalkonsulinde Anna Hedorf og Generalkonsul Frode Hedorfs Fond (Hedorfs Fond) .
Grundlaget for Fondens kapital består dels af den formue, der ved afslutningen af Frode Hedorfs dødsbo i 1961 er overdraget Fonden og dels af det gennem årene i Transportkompagniet Nord A/S akkumulerede overskud. Dette selskab blev i 1992 solgt til ASG AB og i år 1999 solgt videre til DANZAS AG. Logistikvirksomhed drives i dag af DHL Express (Denmark) A/S.

## Eksterne links
- "Generalkonsulen og hans eneste barn – Transportkompagniet Nord", Jubilæumskrift fra Hedorfs Fond Arkiveret 12. oktober 2007 hos  Wayback Machine
- "HEDORFS FOND I 50 ÅR - 50 År  Juilæum - 1963-2013".  50 år "HEDORFS FOND" Jubilæumskrift kan hentes her i PDF format. (36 sider) Arkiveret 7. januar 2014 hos  Wayback Machine